# 芒特錫安森特 (印第安納州)
芒特錫安科納（英語：Mount Zion Corner）是位於美國印第安納州摩根縣的一個非建制地區。該地的面積和人口皆未知。